# 索爾赫格德內高地
71°22′S 13°42′E / 71.367°S 13.700°E
索爾赫格德內高地是南極洲的高地，位於毛德皇后地的阿斯特里德公主海岸，處於沃爾塔特山脈以東1.9公里，由德國探險隊發現和根據空中照片被繪入地圖。